# Campanularia lennoxensis
Campanularia lennoxensis is een hydroïdpoliep uit de familie Campanulariidae. De poliep komt uit het geslacht Campanularia. Campanularia lennoxensis werd in 1903 voor het eerst wetenschappelijk beschreven door Jäderholm. 